# Albal (Espagne)
Pour les articles homonymes, voir Albal.
Albal (en valencien et en castillan) est une commune de la province de Valence, dans la Communauté valencienne, en Espagne. Elle est située dans la comarque d'Horta Sud et dans la zone à prédominance linguistique valencienne. Sa population s'élevait à 15 893 en 2013.

## Géographie

Localisation d'Albal
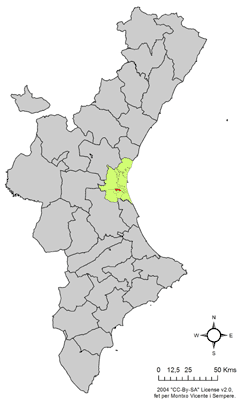
dans la Communauté valencienne.
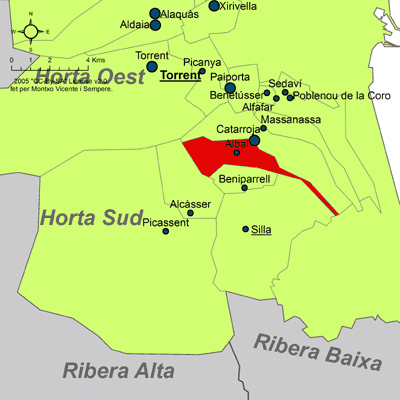
dans la comarque d'Horta Sud.

### Localités limitrophes
Le territoire municipal d'Albal est voisin de celui des communes suivantes :
Catarroja, Beniparrell, Silla et Alcàsser, toutes situées dans la province de Valence.

## Démographie
| 1900  | 1910  | 1920  | 1930  | 1940  | 1950  | 1960  | 1970  | 1981  | 1991  | 2000   | 2005   | 2007   | 2008   |
| ----- | ----- | ----- | ----- | ----- | ----- | ----- | ----- | ----- | ----- | ------ | ------ | ------ | ------ |
| 2.293 | 2.373 | 2.673 | 3.100 | 3.547 | 4.069 | 4.784 | 7.203 | 8.101 | 9.109 | 11.973 | 14.061 | 14.840 | 15.084 |

### Sources
- (es) Cet article est partiellement ou en totalité issu de l’article de Wikipédia en espagnol intitulé « Albal » (voir la liste des auteurs).